# 本当にヤバイホラーストーリー
『本当にヤバイホラーストーリー』（ほんとうにヤバイホラーストーリー）は、2012年から2015年まで講談社より刊行されたアンソロジーコミック形式のホラー漫画集。全14集が刊行された。

## 概要
『地獄少女 閻魔あいセレクション 激こわストーリー』の終了後、後継のコミックホラーアンソロシーとして刊行された。
各巻とも、漫画『地獄少女』の閻魔あい、もしくは漫画『蜘蛛女』の河津チェリーが紹介役となっている、複数の作家による読者投稿を元にした描き下ろしの短編を収録している。
2012年4月刊の第13集『激こわストーリー・闇』を以て完結後、同年8月以降に後継としてホラーアンソロジーの『本当にヤバイホラーストーリー』へ企画コンセプトが継承された。『ホラーストーリー』はタイトルに『地獄少女』を冠しなくなったが『地獄少女』の連載版より単行本未収録の1話を収録するスタイルは『激こわストーリー』からそのまま引き継がれている（ただし唯一の例外として「いきもの地獄」に掲載されている1話は単行本収録されているものである。）ただし、地獄少女掲載は途中で終了した。
なお、2015年3月刊の第14集『本当にヤバイ ホラーストーリー 初恋地獄』を以て完結後、同年6月以降に後継としてホラーアンソロジーの『絶叫ライブラリー』へ企画コンセプトが継承された。

## 各巻
秋本葉子『蜘蛛女』、他 『本当にヤバイホラーストーリー』 講談社〈講談社コミックスなかよし〉、全14集。価格は全集463円（消費税込）。
- 本当にヤバイホラーストーリー 友だち地獄 (講談社コミックスなかよし)2012/8/6
- 本当にヤバイホラーストーリー ケータイ地獄 (講談社コミックスなかよし)2012/11/6
- 本当にヤバイホラーストーリー 初カレ地獄 (講談社コミックスなかよし)2013/2/6
- 本当にヤバイホラーストーリー おうち地獄 (講談社コミックスなかよし)2013/4/30
- 本当にヤバイホラーストーリー 放課後地獄 (講談社コミックスなかよし)2013/7/5
- 本当にヤバイホラーストーリー いきもの地獄 (講談社コミックスなかよし)2013/10/11
- 本当にヤバイホラーストーリー 4時44分地獄 (講談社コミックスなかよし)2014/4/4
- 本当にヤバイホラーストーリー 教室地獄 (講談社コミックスなかよし)2013/12/6
- 本当にヤバイホラーストーリー ヒミツ地獄 (講談社コミックスなかよし)2014/2/6
- 本当にヤバイホラーストーリー アイドル地獄 (講談社コミックスなかよし)2014/4/30
- 本当にヤバイホラーストーリー 都市伝説地獄 (講談社コミックスなかよし)2014/8/6
- 本当にヤバイホラーストーリー 心友地獄 (講談社コミックスなかよし)2014/10/6
- 本当にヤバイホラーストーリー ネット地獄 (講談社コミックスなかよし)2014/12/5
- 本当にヤバイ ホラーストーリー 初恋地獄 (講談社コミックスなかよし)2015/3/6